# Tricellaria erecta
Tricellaria erecta är en mossdjursart som beskrevs av Robertson 1900. Tricellaria erecta ingår i släktet Tricellaria och familjen Candidae. Inga underarter finns listade i Catalogue of Life.